# Krompecher Ödön
| Krompecher Ödön                           | Krompecher Ödön                             |
| Kattints az alábbi külső linkek egyikére! | Kattints az alábbi külső linkek egyikére!   |
| ----------------------------------------- | ------------------------------------------- |
| Nem található szabad kép.(?)              |                                             |
| külső link · jogvédett                    | Krompecher Ödön. Semmelweis Egyetem Galéria |

Krompecher Ödön (Edmund) (Poprád, 1870. február 16. – Budapest, Józsefváros, 1926. augusztus 26.) magyar orvos, patológus, egyetemi tanár, a Magyar Tudományos Akadémia levelező tagja.

## A Krompecher család rövid története
Az iglói levéltár adatai szerint 1341-ben a család tagjai Liegnitzben (mai neve Bernstadt; ez volt a család ősi fészke) töltöttek be tanácsnoki állásokat. A legősibb névváltozat a Krombach, ebből jött létre a 15. században a Krompach, később a Krompäch, a Krompächer, a 19. századtól pedig már egységesen a Krompecher névvel lehet találkozni. A Krompach család tagjai bányászok voltak, ezenkívül főleg gazdálkodással, iparral és kereskedelemmel foglalkoztak. A szepességi Krompach azonos Korompával; 1944-ben Krompecher Ödön fiai a Korompay nevet vették fel. A Krompecher család leszármazottai Iglón, Mateóczon, Felkán, Lőcsén éltek, és onnan Miskolcra, Besztercebányára, Zólyomra és Budapestre is elszármaztak.

## Élete

### Út a diplomáig
Krompecher Ödön Poprádon, Szepes vármegyében született. Édesapja Krompecher Imre (1839–1903) Poprádon kereskedő, 1873-tól a Poprádi-Felkai Takarékpénztár igazgatója volt. Krompecher Imre az unokatestvérét, a felkai orvos lányát, Krompecher Vilmát vette feleségül. Házasságukból hat gyermek született, a harmadik volt Ödön.
Krompecher Ödön a gimnázium első osztályát Miskolcon végezte, a második osztálytól Iglón folytatta ott érettségizett, majd 1889-ben beiratkozott a budapesti Pázmány Péter Tudományegyetem orvoskarára. Korán kitűnt tehetségével. 1893-ban Pertik Ottó professzor a II. sz. Kórbonctani Intézetbe hívta demonstrátornak. 1893. december 11-én, a sejtosztódásról szóló első tanulmányát bemutatták a Magyar Tudományos Akadémián. 1894-ben orvosdoktorrá avatták, ugyanekkor végleges állásba helyezték.
1904-ben megnősült, Schulek Erikát, Schulek Frigyes lányát vette feleségül. 1905. január 3-án megszületett első fiuk, György (Korompay /Krompecher/ György építész, építészettörténész, urbanista, egyetemi tanár 1905–1991), 1908. június 24-én megszülettek ikerfiaik: Andor és Bertalan. (Korompay /Krompecher/ Andor építőmérnök 1908–1999, Korompay /Krompecher/ Bertalan etnográfus, folklorista, nyelvész, irodalomtörténész 1908–1995). 1912-ben, augusztus 23-án jött a világra negyedik gyermekük, Judit (Joób Olivérné Krompecher Judit védőnő 1912–2005). Az Új magyar életrajzi lexikon szerint Krompecher István (1905–1983) orvos, anatómus, hisztológus is a fia volt, ez azonban téves.

### Az orvos

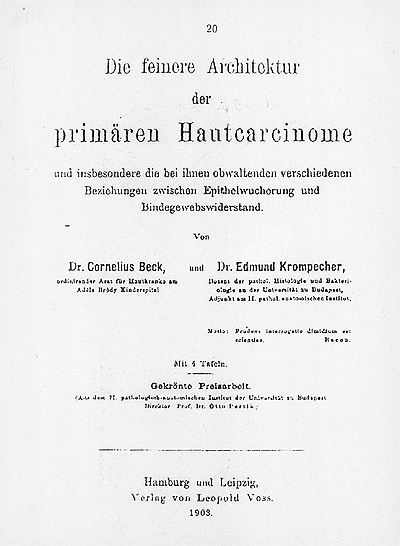
Krompecher Ödön és Beck Soma közös munkája (Jena, 1903)

Pertik Ottó hamarosan mentesítette a mindennapi rutinfeladatoktól és lehetővé tette, hogy csak tudományos kísérleteket végezhessen. A fiatal Krompecher Ödön a többes indirekt sejtosztódásokat tanulmányozta állati és növényi sejteken, valamint embrionális és daganatsejteken. Pertik e munka eredményeit megmutatta Waldeyernek, akinek annyira megtetszett Krompecher munkája, hogy meghívta Bázelbe, ahol 1895. április 18-án az Anatomische Gessellschaft 9. gyűlésén Die mehrfache indirekte Kernteilung címmel Krompecher nagy sikerű előadást tartott.
| „                 | Jó orvos nem lehet az, aki a kórbonctanban alapos jártassággal nem rendelkezik. | ” |
| – Krompecher Ödön |                                                                                 |   |

Tanulmányai befejezése után kilenc hónapot töltött a párizsi Pasteur Intézetben. Itt az intézetvezető, Mecsnyikov kérésére megismételte Landerer tanulmányait, „a tuberculosisos bacillusok virulentiája" témában. Kimutatta, hogy a gümőkór elölt bacilusokkal is előidézhető, ami mutatja az összes szövettani jellemzőket. 1897-ben Moszkvában részt vett a XII. Nemzetközi Orvoskongresszuson. Egy hónapot töltött orosz földön, járt a Kremlben, de még Nyizsnyij Novgorodba is eljutott.
1898-tól tanulmányozta a here endotheliomáinak kapcsán a bőr és a lágyrészek különböző, részben ér eredetű, jó- vagy rosszindulatú daganatait (endotheliomákat, angiosarcomákat, cylindromákat, carcinomákat).
Barátjával, a neves bőrgyógyász Beck Somával készítették el Die feinere Architektur der primären Hautcarcinome und insbesondere die bei ihnen obwaltenden verschidenen Beziehungen zwischen Epithelwucherung und Bindegewebswiederstand című, a Dermatologische Studienben (19, 1903.) megjelent munkájukat.

### Basalsejtes rák

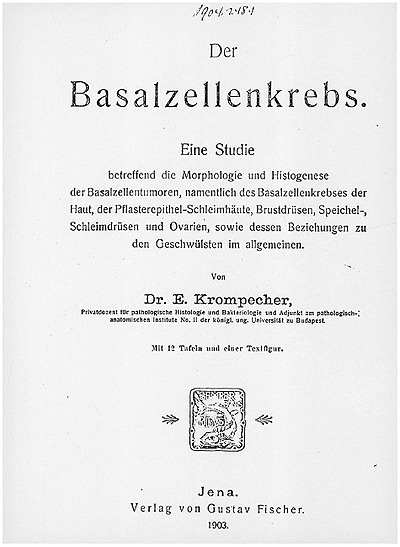
Krompecher Ödön: Der Basalzellenkrebs (Jena, 1903)

Krompecher 1896-ban Haberern sebészeti osztályáról egy almányi nagyságú daganatot kapott szövettani vizsgálatra, ami egy 48 éves nő bal emlőjében keletkezett. Szerkezete tekintetében különböző vélemények merültek fel. Krompecher – irodalmi tanulmányai alapján – azt találta, hogy más szakemberek az ilyen szerkezettel rendelkező daganatokat sarcoma plexiforme (rosszindulatú húsdaganat), angiosarcoma (ér eredetű, rosszindulatú daganat) vagy endothelioma (az erek belső rétegéből kiinduló daganat) név alatt írták le. Így tanulmányai alapján még jobban megzavarva, a daganatot alapos vizsgálatnak vetette alá. Ennek során megállapította, hogy a daganatfészkek a felszíni hámmal függenek össze, és a daganat nem belülről, az emlő állományából kiindulva kapaszkodott össze a bőrrel, hanem a bőr felszíni hámjának legalsó sejtrétegéből, az úgynevezett basalis sejtrétegből (stratum basale) indult ki.
Kutatásainak legjelentősebb eredménye tehát az általa „basalsejtes ráknak”, mai nevén basaliomának nevezett új típusú daganat felismerése, és a bőrrákok egyéb típusaitól való elkülönítése volt. Szakmai fejlődésének csúcspontját az 1903-as év jelentette: Jénában megjelent főműve, a Der Basalzellenkrebs (A basalsejtes rák) c. kötete. A carcinoma basocellulare pontos hisztogenetikai definiálása világirodalmi adattá vált, amit Krompecher-daganatnak neveznek. (A basalioma főként idős egyének arcán – homlokon, szemhéjon, orrháton -, fülön vagy a bőr más területein fordul elő. Jellemzője, hogy jellegzetes, „gyöngyházfényű” szegélye van és sebészi eltávolítás után recidiválhat. Áttétet nagyon ritkán ad.)
A basaliomát, basalsejtű rákot 1959-ben dr. Melczer Miklós, pécsi bőrgyógyász professzor alaposan tanulmányozta és értékelte Krompecher Ödön alapi sejtes rákja a századfordulón és ma című, az Orvosi Hetilapban (100, 11, 382–387. 1959.) megjelent közleményében.

### Magánemberként
Alapos és igen rendezett gondolkodású, szerény, puritán egyéniség volt és kiegyensúlyozott családi életet élt. Hivatása mellett élénken érdeklődött a művészetek iránt is, mindig nagyon érdekelte a képzőművészet, a népművészet. Házában külön műhelye volt, ahol nagy kézügyességgel dolgozott, például gyermekeinek a karácsonyi ajándékokat mindig maga készítette. Művészlelkületű apósával, Schulek Frigyessel nagyon jól megértették egymást. Nagyon szerette a természetet, lételeme volt a kertészkedés, az utazás és a kirándulás, szenvedélyes hegymászó volt. Sokat járt a Tátrában és az Alpokban, 1898-ban például kerékpártúrára ment az ausztriai Großglocknerhez kollégájával, Verebélÿ Tiborral. Ornitológiával fiatal kora óta foglalkozott; a madarak énekéről 1921-ben értékes tanulmányt tett közzé a Természettudományi Közlönyben.
Mindenre telt az idejéből: professzorként délelőtt boncolt, naponta tartott előadást, ebéd után kávéházba ment, majd a Hegyalja úti telkén „kertészkedett”, tanulmányozta a madarak életét. Délután 5 órára ismét bement az intézetébe, ahonnan hazatérve gyakran késő estig olvasott, tudományos dolgozatokat írt.
Nagy klasszikus műveltségén kívül több nyelven kiválóan előadott, például a Nápolyi Egyetem alapításának 700. évfordulóján tartott ünnepélyen latin nyelvű üdvözlőbeszédet mondott. Regényeket nem olvasott, de különösen érdekelték a történelmi munkák, útleírások, nagy figyelemmel kísérte Shackleton déli-sarki felfedezőútját.
| „                 | Csak azok halnak meg, akiket elfelejtenek. | ” |
| – Krompecher Ödön |                                            |   |

A filozófia iránti érdeklődése főként 1904 és 1910 között mélyült el. Aktív tagja volt a Magyar Filozófiai Társaságnak. Kristallisation, Fermentation, Zelle und Leben (Kristályosodás, erjedés, sejt és élet, Wiesbaden, 1907) című művében az élő és élettelen anyag közti analógiát vizsgálta, és arra a következtetésre jutott, hogy közöttük nincsenek döntő különbségek, és hogy csak fokozatos ellentéteket lehet megállapítani a szerves és a szervetlen természet között.
Felismert gyógyíthatatlan betegsége miatt 1926. augusztus 26-án, Budapesten önkezével vetett véget életének. Ménesi út 19. szám alatti villájának első emeleti ablakából a kertbe vetette magát, fejét beverte a kerti székbe és ennek következtében agyrázkódást, a zuhanás miatt pedig combcsonttörést szenvedett. Az ájultan fekvő tanárt betegszállító autóval a Verebély-klinikára vitték, ahol már nem tért magához, déli negyed egykor elhunyt. Legidősebb fia ekkor 21, leánya 14 éves, ikerfiai pedig 18 esztendősek voltak. Krompecher Ödön a Farkasréti temetőben nyugszik.

## Egyéb tudományos munkái, kutatásai, előadásai
- Die mehrfache indirekte Kernteilung – monográfia (Bergmann, Wiesbaden, 1895)
- A kórboncztan alapvonalai Atlaszszal Schmitson által természet után készített rajzaival. Irta dr. Bollinger O. egyetemi tanár. 52 táblán 63 színes rajzzal és 17 ábrával. Bpest, 1898. Két kötet. (Ford. Minich Károly és Kelen Bélával).
- Ujabb adatok a plasmasejtek tanához. (Uo. 1899.)
- A heredaganatokról, főleg a here-endotheliomákról. (Uo. 1899.)
- Mennyiben képes az élő gümőbacilus és a magas hő által elölt gümőbacilus gümőkóros megbetegedést előidézni? MOA, 1900, 291–314. (A tuberkulózisra vonatkozó munkáinak egyikében leírta, hogy a regenerációs dysplasia a gége nyálkahártyáján tbc következtében keletkezhet)
- 1925-ben a Budapesti Királyi Orvosegyesületben előadást tartott az elsődleges tüdőrákról (A fővárosi Szent Rókus Kórház anyagában 1890 és 1920 között tanulmányozta a tüdőrák előfordulását)
- Gyakorlati szempontból is fontosak az emlő tömlős megbetegedéseiről szóló munkái. Erről tartotta akadémiai székfoglalóját, valamint a Deutsche Patologische Gesellschaft 13. Tagung rendezvényén nagy sikerű előadást.
- húsznál több tudományos előadást tartott 1894 és 1922 között a Magyar Tudományos Akadémián, az Orvosegyesületben, a Közkórházi Társulatban, a Magyar TBC Egyesületben és a Királyi Magyar Természettudományi Társulat Élettani Szakosztályán
- mintegy 60 tudományos közleménye, évente 2-3 munkája jelent meg
- A madarak énekéről szóló tanulmánya ornitológiai szempontból is értékes
- Utolsó munkája A Krompecher család története volt, amely gonddal és szeretettel mutatja be a családot és annak gyökereit 1341-től 1926-ig

## Kinevezések, díjak
- 1901 – egyetemi adjunktussá nevezték ki
- 1901 – Unna Díj (Beck Somával közösen)
- 1902 – a kórszövettan és bakteriológia magántanárává nevezték ki
- 1905-ben a Budapesti Királyi Orvosegyesület jutalommal tüntette ki a Der Basalzellenkrebs című munkájáért
- 1909 – megkapta a rendkívüli tanári címet
- 1913 – nyilvános rendkívüli tanárrá avatták, valamint kinevezték Pertik Ottó utódává
- 1913–1926 – I. sz. Kórbonctani Intézet igazgatója
- 1915. november 15-étől a Magyar Tudományos Akadémia levelező tagja
- 1918-tól a Gesellschaft der Ärzte in Wien (a Bécsi Orvostársaság) tagja
- 1918-ban és 1919-ben orvoskari dékán
- 1926-ban a basalsejtes rákot tárgyaló munkáiért elnyerte a Magyar Tudományos Akadémia Nagydíját

… Krompecher munkálkodásában az igazi tudományos búvárkodás minden lényeges tulajdonságát felismerjük, s egyúttal nem lehet eléggé kiemelni azt a nemes buzgalmat, amellyel ő, minden anyagi érdektől függetlenül, csupán belső ösztöntől hajtva, munkálkodását évtizedeken át rendületlenül folytatta, s minden erejét egy nagy problémának, a rákbetegség kutatásának szentelte.

## Róla írták
- Réti Endre: Krompecher Ödön 1870–1926 (Élővilág, 1964. 1. 51–52.)
- Regöly-Mérei Gyula: Krompecher Ödön emlékezete (Orvosi Hetilap, 1966. 49.)
- Korompay Bertalan: Edmund Krompecher (Orvostörténeti közlemények 64–65. 1972. 87–102.)
- Kapronczay Károly: Krompecher Ödön (Orvosi Hetilap 117. 1976. 42. 2561–2562.)
- Ödön Krompecher. Poprád 1870 - Budapest 1926 (Impulzus 2. 1986. spec. ed. 25.)

## Krompecher-pályázat
- A Magyar Pathológusok Társasága és a Magyar Onkológusok Társasága vezetősége minden évben pályázatot ír ki orvostanhallgatók és fogorvostan-hallgatók számára, a díjazott pályamunkát javasolják szakdolgozatként, ill. diplomamunkaként való elfogadásra.
- 1970-ben megkezdődött a Krompecher-emlékdíjak kiosztása is: ezt az orvosnak tanuló diákok pályázhatják meg minden évben. Az emlékdíj megindítása a II. sz. Kórbonctani Intézet akkori vezetőjének, Jellinek Harry professzornak volt köszönhető.